# Portrait de Sa Majesté l'Empereur (Napoléon III)
Portrait de S. M. l'Empereur est une peinture à l'huile de 1861 réalisée par le peintre français Jean-Hippolyte Flandrin, représentant l'Empereur des Français Napoléon III debout accolé à sa table de travail dans son Grand Cabinet au Palais des Tuileries. Lors de sa première présentation à l'Exposition Universelle de 1862, le tableau fut couvert d'éloges pour sa représentation jugée fidèle de Napoléon III. 

## Historique
En 1853, Napoléon III, chargea Jean-Hippolyte Flandrin, élève de Jean-Auguste-Dominique Ingres et peintre spécialisé de personnalités religieuses, de réaliser un portrait de lui debout.  L'empereur annula cependant la commission car il préféra choisir pour une première représentation impériale officielle une peinture de Franz Xaver Winterhalter le montrant en habits de sacre, dans une mise en scène plus traditionnelle et plus distinguée. La commande fut néanmoins réitérée en 1861, Flandrin reprenant donc le travail de son portrait, encouragé par une commission rétrospective de 20 000 francs. 
Selon l'historienne de l'art Karine Huguenaud, le portrait de Flandrin « révèle de façon pénétrante la personnalité complexe de l’homme », capturant particulièrement l'« intensité peu commune » du regard de Napoléon III. Représenté en petite tenue de général de division,, l'empereur se tient debout dans le Grand Cabinet du Palais des Tuileries dans un décor choisi : un buste en marbre de Napoléon Bonaparte couronné de laurier situé derrière son épaule droite, et une aigle napoléonienne à l'arrière-plan. Sur son bureau se trouvent des cartes françaises et une copie des Commentaires sur la Guerre des Gaules de Jules César.  
L'écrivain Théophile Gautier écrivait à propos de ce tableau que c'était « assurément le premier portrait  « vrai »  que nous ayons » de Napoléon III, confirmant le réalisme adopté par Flandrin. 
L’œuvre a été présentée pour la première fois à l'Exposition universelle de 1862 à Londres avec l'accord de l'empereur. Elle y est remarquée, ainsi qu'aux autres expositions où elle était présente : le Salon de Paris de 1863, à l’École des Beaux-Arts de Paris en 1864, à et l'Exposition universelle de 1867.  Les critiques furent positives : la sincérité visible du peintre provoquait à la fois intimité et fascination, le tableau gagnant la faveur des critiques d'art par rapport au portrait de Winterhalter. En 1884, le tableau de Flandrin fut acquis par gouvernement républicain et est exposé depuis au Château de Versailles.